# Jugband Blues
Jugband Blues è un brano musicale del gruppo rock psichedelico Pink Floyd, incluso nell'album A Saucerful of Secrets, pubblicato nel 1968.

## Descrizione
Scritta da Syd Barrett, è l'unica canzone a portare la sua firma sull'album e l'ultima sua canzone incisa dai Pink Floyd.
Barrett volle una banda dell'Esercito della Salvezza per registrare il pezzo. Quando fu portata in studio, Syd disse loro "potete suonare quello che volete", senza nessun nesso con la musica eseguita dal gruppo. Il brano rispecchia molto il comportamento di Barrett, sempre più imprevedibile ed estraniato: infatti il pezzo non ha una struttura precisa, e le varie parti che lo compongono hanno ciascuna un tempo diverso rispetto alle altre. Questo lascia supporre che Jugband Blues sia l'unione di quattro demo registrati da Barrett e dal gruppo in quel periodo.

## Accoglienza
La canzone è vista da molti fan come un triste addio, da parte di Barrett, ai Pink Floyd. Infatti, quando iniziarono le sessioni di registrazione di A Saucerful of Secrets Syd non riuscì a parteciparvi compiutamente, per colpa del suo stato di alienazione. Suonò soltanto in Jugband Blues, in Set the Controls for the Heart of the Sun e in Remember a Day, per poi essere estromesso dal gruppo poco tempo dopo l'inizio della lavorazione dell'album.

## Video musicale
Il video vede il gruppo che la esegue davanti ad un tendone in cui vengono proiettate immagini psichedeliche.

## Formazione
- Syd Barrett - chitarra, voce principale
- Roger Waters - basso
- Rick Wright - organo Hammond, tin whistle, voce secondaria
- Nick Mason - batteria, percussioni
- 8 membri della Salvation Army (The International Staff Band[1]) - Ray Bowes (corno), Terry Camsey (corno), Mac Carter (trombone), Les Condon (basso), Maurice Cooper (Euphonium), Ian Hankey (trombone), George Whittingham (basso), ed un altro elemento.